# Discografie van Prince
In dit artikel bevindt zich de discografie van de Amerikaanse popartiest Prince.

## Album

### Standaardalbums
| Titel | Datum van uitgave | Hitnoteringen | Hitnoteringen         | Hitnoteringen   | Hitnoteringen |  |
| Titel | Datum van uitgave |               | Datum van binnenkomst | Hoogste positie | Aantal weken  |  |
| --- | ----------------- | ------------- | --------------------- | --------------- | ------------- |  |
| For You | 07-04-1978        | vs:           |                       | 163             |               |  |
| Prince | 19-10-1979        | vs:           |                       | 22              |               |  |
| Dirty Mind | 08-10-1980        | vs:           |                       | 45              |               |  |
| Controversy | 14-10-1981        | vs:           |                       | 21              |               |  |
| 1999 | 27-10-1982        | vs:           |                       | 9               |               |  |
| Purple Rain a | 25-06-1984        | nl:           | 21-07-1984            | 1(7wk)          | 43            |  |
| Purple Rain a | 25-06-1984        | vs:           |                       | 1(24wk)         |               |  |
| Around the World in a Day a | 22-04-1985        | nl:           | 04-05-1985            | 5               | 24            |  |
| Around the World in a Day a | 22-04-1985        | vs:           |                       | 1(3wk)          |               |  |
| Parade a | 31-03-1986        | nl:           | 12-04-1986            | 4               | 33            |  |
| Parade a | 31-03-1986        | vs:           |                       | 3               |               |  |
| Sign “☮” the Times | 30-03-1987        | nl:           | 11-04-1987            | 3               | 31            |  |
| Sign “☮” the Times | 30-03-1987        | vs:           |                       | 6               |               |  |
| Lovesexy | 10-05-1988        | nl:           | 21-05-1988            | 1(2wk)          | 28            |  |
| Lovesexy | 10-05-1988        | vs:           |                       | 11              |               |  |
| Batman | 20-06-1989        | nl:           | 01-07-1989            | 1(1wk)          | 21            |  |
| Batman | 20-06-1989        | vs:           |                       | 1(6wk)          |               |  |
| Graffiti Bridge | 20-08-1990        | nl:           | 01-09-1990            | 4               | 14            |  |
| Graffiti Bridge | 20-08-1990        | vs:           |                       | 6               |               |  |
| Diamonds and Pearls b | 01-10-1991        | nl:           | 19-10-1991            | 5               | 51            |  |
| Diamonds and Pearls b | 01-10-1991        | vs:           |                       | 3               |               |  |
| Love Symbol Album b | 13-10-1992        | nl:           | 17-10-1992            | 5               | 15            |  |
| Love Symbol Album b | 13-10-1992        | vs:           |                       | 5               |               |  |
| Come | 16-08-1994        | nl:           | 27-08-1994            | 7               | 11            |  |
| Come | 16-08-1994        | vs:           |                       | 15              |               |  |
| The Black Album | 22-11-1994        | nl:           | 03-12-1994            | 39              | 8             |  |
| The Black Album | 22-11-1994        | vs:           |                       | 47              |               |  |
| The Gold Experience c | 26-09-1995        | nl:           | 07-10-1995            | 5               | 9             |  |
| The Gold Experience c | 26-09-1995        | vl:           | 07-10-1995            | 5               | 12            |  |
| The Gold Experience c | 26-09-1995        | vs:           |                       | 6               |               |  |
| Chaos and Disorder c | 09-07-1996        | nl:           | 20-07-1996            | 15              | 10            |  |
| Chaos and Disorder c | 09-07-1996        | vl:           | 20-07-1996            | 24              | 5             |  |
| Chaos and Disorder c | 09-07-1996        | vs:           |                       | 26              |               |  |
| Emancipation c | 19-11-1996        | nl:           | 30-11-1996            | 6               | 15            |  |
| Emancipation c | 19-11-1996        | vl:           | 07-12-1996            | 8               | 11            |  |
| Emancipation c | 19-11-1996        | vs:           |                       | 11              |               |  |
| Crystal Ball / The Truth c | 29-01-1998        | vs:           |                       | 62              |               |  |
| The Vault... Old Friends 4 Sale | 24-08-1999        | nl:           | 09-11-2002            | 15              | 7             |  |
| The Vault... Old Friends 4 Sale | 24-08-1999        | vl:           | 04-09-1999            | 31              | 3             |  |
| The Vault... Old Friends 4 Sale | 24-08-1999        | vs:           |                       | 85              |               |  |
| Rave Un2 the Joy Fantastic c | 09-11-1999        | nl:           | 13-11-1999            | 17              | 13            |  |
| Rave Un2 the Joy Fantastic c | 09-11-1999        | vl:           | 20-11-1999            | 30              | 4             |  |
| Rave Un2 the Joy Fantastic c | 09-11-1999        | vs:           |                       | 18              |               |  |
| The Rainbow Children | 20-11-2001        | vs:           |                       | 109             |               |  |
| N.E.W.S | 19-06-2003        | nl:           | 21-08-2003            | 81              | 2             |  |
| Musicology | 20-04-2004        | nl:           | 24-04-2004            | 3               | 37            |  |
| Musicology | 20-04-2004        | vl:           | 24-04-2004            | 6               | 23            |  |
| Musicology | 20-04-2004        | vs:           |                       | 3               |               |  |
| 3121 | 20-03-2006        | nl:           | 26-03-2006            | 3               | 16            |  |
| 3121 | 20-03-2006        | vl:           | 25-03-2006            | 3               | 18            |  |
| 3121 | 20-03-2006        | vs:           |                       | 1(1wk)          |               |  |
| Planet Earth | 15-07-2007        | nl:           | 29-07-2007            | 3               | 13            |  |
| Planet Earth | 15-07-2007        | vl:           | 28-07-2007            | 5               | 11            |  |
| Planet Earth | 15-07-2007        | vs:           |                       | 3               |               |  |
| LOtUSFLOW3R / MPLSoUND | 24-03-2009        | nl:           | 18-04-2009            | 23              | 7             |  |
| LOtUSFLOW3R / MPLSoUND | 24-03-2009        | vl:           | 25-04-2009            | 44              | 6             |  |
| LOtUSFLOW3R / MPLSoUND | 24-03-2009        | vs:           |                       | 2               |               |  |
| 20Ten | 10-07-2010        |               |                       |                 |               |  |
| Plectrumelectrum d | 26-09-2014        | nl:           | 04-10-2014            | 9               | 4             |  |
| Plectrumelectrum d | 26-09-2014        | vl:           | 04-10-2014            | 11              | 10            |  |
| Plectrumelectrum d | 26-09-2014        | vs:           |                       | 8               |               |  |
| Art Official Age | 26-09-2014        | nl:           | 04-10-2014            | 4               | 8             |  |
| Art Official Age | 26-09-2014        | vl:           | 04-10-2014            | 8               | 25            |  |
| Art Official Age | 26-09-2014        | vs:           |                       | 5               |               |  |
| HITnRUN Phase One | 07-09-2015        | nl:           | 19-10-2015            | 11              | 7             |  |
| HITnRUN Phase One | 07-09-2015        | vl:           | 19-09-2015            | 19              | 28            |  |
| HITnRUN Phase One | 07-09-2015        | vs:           |                       | 48              |               |  |
| HITnRUN Phase Two | 12-12-2015        | nl:           | 30-04-2016            | 5               | 5             |  |
| HITnRUN Phase Two | 12-12-2015        | vl:           | 02-01-2016            | 7               | 17            |  |
| HITnRUN Phase Two | 12-12-2015        | vs:           |                       | 40              |               |  |
| Postuum |                   |               |                       |                 |               |  |
| Piano and a Microphone 1983 | 21-09-2018        | nl:           | 26-09-2018            | 5               | 2             |  |
| Piano and a Microphone 1983 | 21-09-2018        | vl:           | 29-09-2018            | 4               | 15            |  |
| Piano and a Microphone 1983 | 21-09-2018        | vs:           |                       | 11              |               |  |
| Originals | 07-06-2019        | nl:           | 29-06-2019            | 11              | 3             |  |
| Originals | 07-06-2019        | vl:           | 29-06-2019            | 7               | 13            |  |
| Originals | 07-06-2019        | vs:           |                       | 15              |               |  |
| Welcome 2 America | 30-07-2021        | nl:           | 07-08-2021            | 2               | 5             |  |
| Welcome 2 America | 30-07-2021        | vl:           | 07-08-2021            | 2               | 11            |  |
| Welcome 2 America | 30-07-2021        | vs:           |                       | 4               |               |  |
| a = Prince and The Revolution b = Prince and The New Power Generation c = TAFKAP d = Prince and 3rd Eye Girl - de datum van uitgave betreft de eerste uitgave ergens in de wereld - hitnoteringen: nl: de Nederlandse Album Top 50/100 - vl: de Vlaamse Ultratop 50/100 - vs: de Amerikaanse Billboard 200 |                   |               |                       |                 |               |  |

### Livealbums
| Titel | Datum van uitgave | Hitnoteringen | Hitnoteringen         | Hitnoteringen   | Hitnoteringen | Hitnoteringen |
| Titel | Datum van uitgave |               | Datum van binnenkomst | Hoogste positie | Aantal weken  |               |
| --- | ----------------- | ------------- | --------------------- | --------------- | ------------- | ------------- |
| One Nite Alone... Live! b | 17-12-2002        |               |                       |                 |               |               |
| Indigo Nights | 30-09-2008        |               |                       |                 |               |               |
| Postuum |                   |               |                       |                 |               |               |
| Live a | 03-06-2022        | nl:           | 11-06-2022            | 4               | 1             |               |
| Live a | 03-06-2022        | vl:           | 11-06-2022            | 5               | 9             |               |
| Live at Glam Slam | 11-10-2023        |               |                       |                 |               |               |
| |                   |               |                       |                 |               |               |
| a = Prince and The Revolution b = Prince and The New Power Generation - de datum van uitgave betreft de eerste uitgave ergens in de wereld - hitnoteringen: nl: de Nederlandse Album Top 50/100 - vl: de Vlaamse Ultratop 50/100 - vs: de Amerikaanse Billboard 200 |                   |               |                       |                 |               |               |

### Compilatiealbums
| Titel | Datum van uitgave | Hitnoteringen | Hitnoteringen         | Hitnoteringen   | Hitnoteringen | Hitnoteringen |
| Titel | Datum van uitgave |               | Datum van binnenkomst | Hoogste positie | Aantal weken  |               |
| --- | ----------------- | ------------- | --------------------- | --------------- | ------------- | ------------- |
| The Hits 1 | 14-09-1993        | nl:           | 25-09-1993            | 16              | 10            |               |
| The Hits 2 | 25-09-1993        | nl:           | 25-09-1993            | 19              | 11            |               |
| The Hits/The B-Sides | 25-09-1993        | nl:           | 25-09-1993            | 7               | 26            |               |
| The Hits/The B-Sides | 25-09-1993        | vl:           | 09-04-2005            | 40              | 19            |               |
| The Hits/The B-Sides | 25-09-1993        | vs:           |                       | 19              |               |               |
| Girl 6 | 19-03-1996        | vs:           |                       | 75              |               |               |
| The Very Best of Prince | 31-07-2001        | nl:           | 05-01-2002            | 3               | 22            |               |
| The Very Best of Prince | 31-07-2001        | vl:           | 22-09-2001            | 18              | 11            |               |
| The Very Best of Prince | 31-07-2001        | vs:           |                       | 66              |               |               |
| Ultimate | 22-08-2006        | vl:           | 16-09-2006            | 46              | 11            |               |
| Ultimate | 22-08-2006        | vs:           | 22-08-2006            | 61              |               |               |
| Postuum |                   |               |                       |                 |               |               |
| 4Ever | 25-11-2016        | nl:           | 03-12-2016            | 10              | 9             |               |
| 4Ever | 25-11-2016        | vl:           | 03-12-2016            | 11              | 31            |               |
| Anthology: 1995-2010 | 17-08-2018        | nl:           | 25-08-2018            | 197             | 1             |               |
| Anthology: 1995-2010 | 17-08-2018        | vl:           | 25-08-2018            | 114             | 1             |               |
| |                   |               |                       |                 |               |               |
| - de datum van uitgave betreft de eerste uitgave ergens in de wereld - hitnoteringen: nl: de Nederlandse Album Top 50/100 - vl: de Vlaamse Ultratop 50/100 - vs: de Amerikaanse Billboard 200 |                   |               |                       |                 |               |               |

### Internetalbums
| Titel | Datum van uitgave | Opmerkingen                                                          | Opmerkingen | Opmerkingen |
| --- | ----------------- | -------------------------------------------------------------------- | ----------- | ----------- |
| Rave In2 the Joy Fantastic a                                                                                            | 29-04-2000        | Remix-album. Was alleen te verkrijgen via de NPG Music Club, als cd. |             |             |
| One Nite Alone... | 14-05-2002        | Was alleen te verkrijgen via de NPG Music Club, als cd.              |             |             |
| Xpectation | 01-01-2003        | Was alleen te verkrijgen via de NPG Music Club, als download.        |             |             |
| C-Note b | 03-01-2003        | Was alleen te verkrijgen via de NPG Music Club, als download.        |             |             |
| The Chocolate Invasion                                                                                                  | 29-03-2004        | Was alleen te verkrijgen via de NPG Music Club, als download.        |             |             |
| The Slaughterhouse | 29-03-2004        | Was alleen te verkrijgen via de NPG Music Club, als download.        |             |             |
| |                   |                                                                      |             |             |
| a = TAFKAP b = Prince and The New Power Generation - de datum van uitgave betreft de eerste uitgave ergens in de wereld |                   |                                                                      |             |             |

## Singles
| Titel | Datum van uitgave | Hitnoteringen | Hitnoteringen         | Hitnoteringen   | Hitnoteringen | Opmerkingen                                          |  |
| Titel | Datum van uitgave |               | Datum van binnenkomst | Hoogste positie | Aantal weken  | Opmerkingen                                          |  |
| --- | ----------------- | ------------- | --------------------- | --------------- | ------------- | ---------------------------------------------------- |  |
| Soft and Wet | 07-06-1978        | vs:           |                       | 92              |               | alleen in de V.S.                                    |  |
| Just as Long as We're Together | 21-11-1978        |               |                       |                 |               | alleen in de V.S. en Canada                          |  |
| I Wanna Be Your Lover | 24-08-1979        | vs:           |                       | 11              |               |                                                      |  |
| Why You Wanna Treat Me So Bad? | 23-01-1980        |               |                       |                 |               | alleen in de V.S. en Nieuw-Zeeland                   |  |
| Still Waiting | 25-03-1980        |               |                       |                 |               | alleen in de V.S. en Nieuw-Zeeland                   |  |
| Sexy Dancer | 1980              |               |                       |                 |               | alleen in het V.K. en Japan                          |  |
| Bambi | 1980              |               |                       |                 |               | alleen in België                                     |  |
| Uptown | 10-09-1980        | vs:           |                       | 101             |               | alleen in de V.S., Nederland, Japan en Nieuw-Zeeland |  |
| Dirty Mind | 26-11-1980        |               |                       |                 |               | alleen in de V.S.                                    |  |
| Do It All Night | 1981              |               |                       |                 |               | alleen in het V.K.                                   |  |
| Gotta Stop (Messin' About) | 29-05-1981        |               |                       |                 |               | alleen in het V.K.                                   |  |
| Controversy | 02-09-1981        | nl:           | 05-12-1981            | 27              | 4             |                                                      |  |
| |                   | vs:           |                       | 70              |               |                                                      |  |
| Let's Work | 06-01-1982        | vs:           |                       | 104             |               |                                                      |  |
| Do Me, Baby | 16-07-1982        |               |                       |                 |               |                                                      |  |
| Sexuality | 1982              |               |                       |                 |               | alleen in Duitsland, Japan en Australië              |  |
| 1999 | 24-10-1982        | nl:           | 25-12-1982            | 13              | 6             |                                                      |  |
| 1999 | 24-10-1982        | vl:           | 08-01-1983            | 8               | 13            |                                                      |  |
| 1999 | 24-10-1982        | vs:           |                       | 12              |               |                                                      |  |
| Little Red Corvette | 09-02-1983        | vs:           |                       | 6               |               |                                                      |  |
| Delirious | 17-08-1983        | vs:           |                       | 8               |               |                                                      |  |
| Automatic | 1983              |               |                       |                 |               | alleen in Australië                                  |  |
| Let's Pretend We're Married | 23-11-1983        | vs:           |                       | 52              |               |                                                      |  |
| When Doves Cry a | 16-05-1984        | nl:           | 14-07-1984            | 5               | 12            |                                                      |  |
| When Doves Cry a | 16-05-1984        | vl:           | 11-08-1984            | 6               | 10            |                                                      |  |
| When Doves Cry a | 16-05-1984        | vs:           |                       | 1(5wk)          |               |                                                      |  |
| Let's Go Crazy a | 18-07-1984        | nl:           | 23-02-1985            | 18              | 5             |                                                      |  |
| Let's Go Crazy a | 18-07-1984        | vl:           | 23-02-1985            | 11              | 5             |                                                      |  |
| Let's Go Crazy a | 18-07-1984        | vs:           |                       | 1(2wk)          |               |                                                      |  |
| Purple Rain a | 26-09-1984        | nl:           | 06-10-1984            | 1(4wk)          | 15            |                                                      |  |
| Purple Rain a | 26-09-1984        | vl:           | 13-10-1984            | 1               | 15            |                                                      |  |
| Purple Rain a | 26-09-1984        | vs:           |                       | 2               |               |                                                      |  |
| I Would Die 4 U a | 28-11-1984        | nl:           | 22-12-1984            | 3               | 10            |                                                      |  |
| I Would Die 4 U a | 28-11-1984        | vl:           | 22-12-1984            | 11              | 10            |                                                      |  |
| I Would Die 4 U a | 28-11-1984        | vs:           |                       | 8               |               |                                                      |  |
| Take Me with U a | 25-01-1985        | vs:           |                       | 25              |               |                                                      |  |
| Paisley Park a | 1985              | nl:           | 18-05-1985            | tip5            |               | alleen in Europa en Australië                        |  |
| Paisley Park a | 1985              | vl:           | 25-05-1985            | 40              | 1             |                                                      |  |
| Raspberry Beret a | 15-05-1985        | nl:           | 03-08-1985            | 19              | 6             |                                                      |  |
| Raspberry Beret a | 15-05-1985        | vl:           | 20-07-1985            | 25              | 9             |                                                      |  |
| Raspberry Beret a | 15-05-1985        | vs:           |                       | 2               |               |                                                      |  |
| Pop Life | 10-07-1985        | vl:           | 26-10-1985            | 34              | 1             |                                                      |  |
| Pop Life | 10-07-1985        | vs:           |                       | 7               |               |                                                      |  |
| America | 02-10-1985        | vl:           | 28-12-1985            | 35              | 1             |                                                      |  |
| America | 02-10-1985        | vs:           |                       | 46              |               |                                                      |  |
| Kiss a | 05-02-1986        | nl:           | 22-03-1986            | 2               | 12            |                                                      |  |
| Kiss a | vl:               | 08-03-1986    | 3                     | 14              |               |                                                      |  |
| Kiss a | vs:               |               | 1(2wk)                |                 |               |                                                      |  |
| Mountains a | 07-05-1986        | nl:           | 21-06-1986            | 20              | 6             |                                                      |  |
| Mountains a | 07-05-1986        | vl:           | 28-06-1986            | 34              | 1             |                                                      |  |
| Mountains a | 07-05-1986        | vs:           |                       | 23              |               |                                                      |  |
| Anotherloverholenyohead | 02-07-1986        | vs:           |                       | 63              |               |                                                      |  |
| Girls & Boys a | 1986              | nl:           | 06-09-1986            | 29              | 4             | alleen in Europa                                     |  |
| Girls & Boys a | 1986              | vl:           | 30-08-1986            | 10              | 8             |                                                      |  |
| Sign “☮” the Times | 18-02-1987        | nl:           | 14-03-1987            | 6               | 10            |                                                      |  |
| Sign “☮” the Times | 18-02-1987        | vl:           | 21-03-1987            | 8               | 9             |                                                      |  |
| Sign “☮” the Times | 18-02-1987        | vs:           |                       | 3               |               |                                                      |  |
| If I Was Your Girlfriend | 06-05-1987        | nl:           | 06-06-1987            | 16              | 8             |                                                      |  |
| If I Was Your Girlfriend | 06-05-1987        | vl:           | 27-06-1987            | 14              | 5             |                                                      |  |
| If I Was Your Girlfriend | 06-05-1987        | vs:           |                       | 67              |               |                                                      |  |
| U Got the Look | 14-07-1987        | nl:           | 15-08-1987            | 17              | 7             | met Sheena Easton                                    |  |
| U Got the Look | 14-07-1987        | vl:           | 29-08-1987            | 14              | 5             |                                                      |  |
| U Got the Look | 14-07-1987        | vs:           |                       | 2               |               |                                                      |  |
| I Could Never Take the Place of Your Man | 03-11-1987        | nl:           | 05-12-1987            | 22              | 5             |                                                      |  |
| I Could Never Take the Place of Your Man | 03-11-1987        | vl:           | 19-12-1987            | 28              | 3             |                                                      |  |
| I Could Never Take the Place of Your Man | 03-11-1987        | vs:           |                       | 10              |               |                                                      |  |
| Alphabet St. | 23-04-1988        | nl:           | 30-04-1988            | 5               | 10            |                                                      |  |
| Alphabet St. | 23-04-1988        | vl:           | 07-05-1988            | 9               | 9             |                                                      |  |
| Alphabet St. | 23-04-1988        | vs:           |                       | 8               |               |                                                      |  |
| Glam Slam | 11-07-1988        | nl:           | 30-07-1988            | 15              | 6             |                                                      |  |
| Glam Slam | 11-07-1988        | vl:           | 08-08-1988            | 17              | 6             |                                                      |  |
| I Wish U Heaven | 20-09-1988        | nl:           | 29-10-1988            | 19              | 5             |                                                      |  |
| I Wish U Heaven | 20-09-1988        | vl:           | 05-11-1988            | 26              | 4             |                                                      |  |
| Batdance | 09-06-1989        | nl:           | 24-06-1989            | 4               | 9             |                                                      |  |
| Batdance | 09-06-1989        | vl:           | 01-07-1989            | 5               | 11            |                                                      |  |
| Batdance | 09-06-1989        | vs:           |                       | 1(1wk)          |               |                                                      |  |
| Partyman | 15-09-1989        | nl:           | 23-09-1989            | 17              | 5             |                                                      |  |
| Partyman | 15-09-1989        | vl:           | 09-09-1989            | 16              | 11            |                                                      |  |
| Partyman | 15-09-1989        | vs:           |                       | 18              |               |                                                      |  |
| The Arms of Orion | 16-10-1989        | nl:           | 11-11-1989            | 15              | 5             | met Sheena Easton                                    |  |
| The Arms of Orion | 16-10-1989        | vl:           | 02-12-1989            | 33              | 3             |                                                      |  |
| The Arms of Orion | 16-10-1989        | vs:           |                       | 36              |               |                                                      |  |
| Scandalous! | 28-11-1989        | nl:           | 24-02-1990            | 18              | 5             |                                                      |  |
| Scandalous! | 28-11-1989        | vl:           | 30-12-1989            | 45              | 3             |                                                      |  |
| The Future | 1990              | nl:           | 23-06-1990            | 7               | 7             | alleen in Europa                                     |  |
| The Future | 1990              | vl:           | 23-06-1990            | 22              | 8             |                                                      |  |
| Thieves in the Temple | 17-07-1990        | nl:           | 11-08-1990            | 5               | 6             |                                                      |  |
| Thieves in the Temple | 17-07-1990        | vl:           | 11-08-1990            | 9               | 8             |                                                      |  |
| Thieves in the Temple | 17-07-1990        | vs:           |                       | 6               |               |                                                      |  |
| New Power Generation | 23-10-1990        | nl:           | 17-11-1990            | 21              | 5             |                                                      |  |
| New Power Generation | 23-10-1990        | vl:           | 24-11-1990            | 42              | 5             |                                                      |  |
| New Power Generation | 23-10-1990        | vs:           |                       | 64              |               |                                                      |  |
| Gett Off b | 29-07-1991        | nl:           | 31-08-1991            | 4               | 8             |                                                      |  |
| Gett Off b | 29-07-1991        | vl:           | 07-09-1991            | 13              | 8             |                                                      |  |
| Gett Off b | 29-07-1991        | vs:           |                       | 21              |               |                                                      |  |
| Cream b | 09-09-1991        | nl:           | 28-09-1991            | 4               | 9             |                                                      |  |
| Cream b | 09-09-1991        | vl:           | 05-10-1991            | 10              | 11            |                                                      |  |
| Cream b | 09-09-1991        | vs:           |                       | 1(2wk)          |               |                                                      |  |
| Insatiable b | 04-11-1991        | vs:           |                       | 77              |               | alleen in de V.S.                                    |  |
| Diamonds and Pearls b | 25-11-1991        | nl:           | 07-12-1991            | 15              | 7             |                                                      |  |
| Diamonds and Pearls b | 25-11-1991        | vl:           | 14-12-1991            | 12              | 11            |                                                      |  |
| Diamonds and Pearls b | 25-11-1991        | vs:           |                       | 3               |               |                                                      |  |
| Money Don't Matter 2 Night b | 03-03-1992        | nl:           | 04-04-1992            | 7               | 6             |                                                      |  |
| Money Don't Matter 2 Night b | 03-03-1992        | vl:           | 02-05-1992            | 27              | 5             |                                                      |  |
| Money Don't Matter 2 Night b | 03-03-1992        | vs:           |                       | 23              |               |                                                      |  |
| Thunder b | 1992              |               |                       |                 |               | alleen in het V.K.                                   |  |
| Sexy M.F. b | 30-06-1992        | nl:           | 18-07-1992            | 4               | 8             |                                                      |  |
| Sexy M.F. b | 30-06-1992        | vl:           | 01-08-1992            | 10              | 10            |                                                      |  |
| Sexy M.F. b | 30-06-1992        | vs:           |                       | 66              |               |                                                      |  |
| My Name Is Prince b | 29-09-1992        | nl:           | 17-10-1992            | 7               | 6             |                                                      |  |
| My Name Is Prince b | 29-09-1992        | vl:           | 24-10-1992            | 11              | 7             |                                                      |  |
| My Name Is Prince b | 29-09-1992        | vs:           |                       | 36              |               |                                                      |  |
| 7 b | 17-11-1992        | nl:           | 19-12-1992            | 28              | 3             |                                                      |  |
| 7 b | 17-11-1992        | vl:           | 02-01-1993            | 32              | 6             |                                                      |  |
| 7 b | 17-11-1992        | vs:           |                       | 7               |               |                                                      |  |
| Damn U b | 17-11-1992        | vs:           |                       | 108             |               | alleen in de V.S.                                    |  |
| The Morning Papers b | 03-04-1993        | nl:           | 27-03-1993            | 24              | 4             |                                                      |  |
| The Morning Papers b | 03-04-1993        | vl:           | 10-04-1993            | 42              | 3             |                                                      |  |
| The Morning Papers b | 03-04-1993        | vs:           |                       | 44              |               |                                                      |  |
| Peach | 1993              | nl:           | 18-09-1993            | 9               | 7             |                                                      |  |
| Peach | 1993              | vl:           | 25-09-1993            | 13              | 8             |                                                      |  |
| Peach | 1993              | vs:           |                       | 107             |               |                                                      |  |
| Pink Cashmere | 31-08-1993        | nl:           | 27-11-1993            | tip9            |               |                                                      |  |
| |                   | vs:           |                       | 50              |               |                                                      |  |
| The Most Beautiful Girl in the World c | 14-02-1994        | nl:           | 02-04-1994            | 1(2wk)          | 16            |                                                      |  |
| The Most Beautiful Girl in the World c | 14-02-1994        | vl:           | 02-04-1994            | 4               | 19            |                                                      |  |
| The Most Beautiful Girl in the World c | 14-02-1994        | vs:           |                       | 3               |               |                                                      |  |
| Letitgo | 09-08-1994        | nl:           | 20-08-1994            | 18              | 5             |                                                      |  |
| Letitgo | 09-08-1994        | vl:           | 03-09-1994            | 28              | 5             |                                                      |  |
| Letitgo | 09-08-1994        | vs:           |                       | 31              |               |                                                      |  |
| Purple Medley | 14-03-1995        | nl:           | 01-04-1995            | 26              | 4             |                                                      |  |
| |                   | vs:           |                       | 84              |               |                                                      |  |
| I Hate U c | 12-09-1995        | nl:           | 23-09-1995            | 20              | 3             |                                                      |  |
| I Hate U c | 12-09-1995        | vl:           | 30-09-1995            | 43              | 2             |                                                      |  |
| I Hate U c | 12-09-1995        | vs:           |                       | 8               |               |                                                      |  |
| Gold c | 30-11-1995        | nl:           | 16-12-1995            | 24              | 5             |                                                      |  |
| Gold c | 30-11-1995        | vl:           | 23-12-1995            | 42              | 2             |                                                      |  |
| Gold c | 30-11-1995        | vs:           |                       | 88              |               |                                                      |  |
| Dinner With Delores c | 12-06-1996        |               | 20-07-1996            | tip19           |               |                                                      |  |
| Betcha By Golly Wow! c | 13-11-1996        | nl:           | 21-12-1996            | 31              | 3             |                                                      |  |
| Betcha By Golly Wow! c | 13-11-1996        | vl:           | 14-12-1996            | tip5            |               |                                                      |  |
| Betcha By Golly Wow! c | 13-11-1996        | vs:           |                       | 31              |               |                                                      |  |
| The Holy River c | 13-01-1997        | nl:           | 08-03-1997            | tip10           |               |                                                      |  |
| The Holy River c | 13-01-1997        | vl:           | 08-03-1997            | tip4            |               |                                                      |  |
| The Holy River c | 13-01-1997        | vs:           |                       | 58              |               |                                                      |  |
| The Truth | 1997              |               |                       |                 |               | alleen in de V.S.                                    |  |
| 1999 | 11-1998           | nl:           | 16-01-1999            | 16              | 4             | heruitgave                                           |  |
| |                   | vl:           | 09-01-1999            | 29              | 5             |                                                      |  |
| |                   | vs:           |                       | 40              |               |                                                      |  |
| 1999: The New Master a | 02-02-1999        |               |                       |                 |               | alleen in de V.S.                                    |  |
| The Greatest Romance Ever Sold | 05-10-1999        | nl:           | 13-11-1999            | tip21           |               |                                                      |  |
| |                   | vs:           |                       | 63              |               |                                                      |  |
| U Make My Sun Shine | 21-12-2000        | vs:           |                       | 59              |               | met Angie Stone                                      |  |
| Supercute | 2001              |               |                       |                 |               |                                                      |  |
| The Work pt. 1 | 2001              |               |                       |                 |               |                                                      |  |
| Days Of Wild | 30-06-2002        |               |                       |                 |               |                                                      |  |
| Musicology | 2004              | nl:           | 17-04-2004            | tip2            |               |                                                      |  |
| |                   | vl:           | 24-04-2004            | tip4            |               |                                                      |  |
| |                   | vs:           |                       | 120             |               |                                                      |  |
| Cinnamon Girl | 2004              |               |                       |                 |               |                                                      |  |
| S.S.T. | 09-04-2005        | vs:           |                       | 111             |               | alleen in de V.S.                                    |  |
| Te Amo Corazón | 13-12-2005        |               |                       |                 |               |                                                      |  |
| Black Sweat | 07-02-2006        | nl:           | 13-02-2006            | tip2            |               |                                                      |  |
| |                   | vl:           | 11-03-2006            | tip14           |               |                                                      |  |
| |                   | vs:           |                       | 60              |               |                                                      |  |
| Fury | 30-05-2006        | nl:           | 15-05-2006            | tip12           |               |                                                      |  |
| Guitar | 31-05-2007        | nl:           | 21-07-2007            | 21              | 6             |                                                      |  |
| |                   | vl:           | 04-08-2007            | tip23           |               |                                                      |  |
| Chelsea Rodgers | 06-08-2007        |               |                       |                 |               |                                                      |  |
| The One U Wanna C | 09-2007           | nl:           | 15-09-2007            | tip14           |               |                                                      |  |
| Sometimes It Snows In April a | 04-2016           | nl:           | 30-04-2016            | 63              | 1             |                                                      |  |
| |                   |               |                       |                 |               |                                                      |  |
| a = Prince and The Revolution b = Prince and the New Power Generation c = TAFKAP - de datum van release betreft de eerste uitgave ergens in de wereld - hitnoteringen: nl: de Nederlandse Top 40 - vl: de Vlaamse Ultratop 50 - vs: de Amerikaanse Billboard Hot 100 |                   |               |                       |                 |               |                                                      |  |

### NPO Radio 2 Top 2000
| Nummers met noteringen in de NPO Radio 2 Top 2000 | '99 | '00 | '01  | '02  | '03  | '04  | '05  | '06  | '07  | '08  | '09  | '10  | '11  | '12  | '13  | '14  | '15  | '16  | '17  | '18  | '19  | '20  | '21  | '22  | '23  | '24  |
| ------------------------------------------------- | --- | --- | ---- | ---- | ---- | ---- | ---- | ---- | ---- | ---- | ---- | ---- | ---- | ---- | ---- | ---- | ---- | ---- | ---- | ---- | ---- | ---- | ---- | ---- | ---- | ---- |
| 1999                                              | 190 | 562 | 789  | 1008 | 791  | 1008 | 1504 | 1367 | 1540 | 1207 | 1527 | 1025 | 1136 | 823  | 1042 | 1215 | 1257 | 404  | 651  | 710  | 681  | 716  | 768  | 827  | 788  | 727  |
| Alphabet St.                                      | -   | -   | -    | -    | -    | -    | -    | -    | -    | -    | -    | -    | -    | -    | -    | -    | -    | 1761 | -    | -    | -    | -    | -    | -    | -    | -    |
| Controversy                                       | -   | -   | -    | -    | -    | -    | -    | -    | -    | -    | -    | -    | -    | -    | -    | -    | -    | 1378 | -    | -    | -    | -    | -    | -    | -    | -    |
| Diamonds and Pearls                               | -   | -   | -    | -    | -    | -    | -    | -    | -    | -    | -    | -    | -    | -    | -    | -    | -    | 937  | 1625 | 1667 | 1776 | 1943 | 1872 | -    | -    | 1992 |
| Gold                                              | -   | -   | -    | -    | -    | -    | -    | -    | -    | -    | -    | -    | -    | -    | -    | -    | -    | -    | -    | 1963 | 1927 | 1865 | 1818 | 1780 | 1981 | -    |
| I Could Never Take the Place of Your Man          | -   | -   | -    | -    | -    | -    | -    | -    | -    | -    | -    | -    | -    | -    | -    | -    | -    | 1771 | -    | -    | -    | -    | -    | -    | -    | -    |
| I Would Die 4 U                                   | -   | -   | -    | -    | -    | -    | -    | 1585 | 1703 | 1993 | 1791 | 1330 | 1405 | 1194 | 1257 | 1536 | 1508 | 640  | 999  | 984  | 996  | 929  | 1044 | 1150 | 1195 | 1713 |
| If I Was Your Girlfriend                          | -   | -   | -    | -    | -    | -    | -    | -    | -    | -    | -    | -    | -    | -    | -    | -    | -    | 1365 | -    | -    | -    | -    | -    | -    | -    | -    |
| Kiss                                              | -   | -   | 1095 | 1311 | 1114 | 957  | -    | 1566 | 1620 | 1581 | 1592 | 1088 | 1401 | 1179 | 1204 | 1238 | 1101 | 721  | 1077 | 998  | 1072 | 1003 | 1221 | 1388 | 1380 | 1211 |
| Let's Go Crazy                                    | -   | -   | -    | -    | -    | -    | -    | -    | -    | -    | -    | -    | 1503 | 1434 | 1524 | 1410 | 1781 | 702  | 1056 | 1256 | 1121 | 1021 | 1203 | 1341 | 1303 | 1830 |
| Little Red Corvette                               | -   | -   | -    | -    | -    | -    | -    | -    | -    | -    | -    | -    | -    | -    | -    | -    | -    | 1409 | 1995 | -    | -    | -    | -    | -    | -    | -    |
| Purple Rain                                       | 54  | 90  | 160  | 120  | 160  | 104  | 152  | 126  | 148  | 132  | 169  | 79   | 80   | 74   | 77   | 71   | 62   | 13   | 18   | 25   | 24   | 13   | 21   | 21   | 19   | 29   |
| Raspberry Beret                                   | -   | -   | -    | -    | -    | -    | -    | -    | -    | -    | 1715 | 1306 | 1419 | 1454 | 1271 | 1231 | 1386 | 585  | 850  | 947  | 941  | 857  | 955  | 1033 | 1111 | 985  |
| Sign “☮” the Times                                | -   | 660 | 699  | 537  | 489  | 550  | 828  | 926  | 714  | 693  | 741  | 553  | 671  | 639  | 593  | 723  | 755  | 354  | 572  | 549  | 693  | 577  | 774  | 807  | 833  | 700  |
| Sometimes It Snows In April                       | -   | -   | -    | -    | -    | -    | -    | -    | -    | -    | -    | -    | -    | -    | -    | -    | 1294 | 254  | 418  | 565  | 511  | 623  | 579  | 613  | 675  | 721  |
| The Cross                                         | -   | -   | -    | -    | -    | -    | -    | -    | -    | -    | -    | -    | -    | -    | -    | -    | -    | 1658 | 1974 | 1634 | 1367 | 1422 | 1741 | 1861 | 1889 | 1797 |
| The Most Beautiful Girl in the World              | -   | -   | -    | -    | -    | -    | -    | -    | -    | -    | -    | 1702 | 1896 | -    | 1892 | -    | -    | 1268 | -    | -    | -    | -    | -    | -    | -    | -    |
| When Doves Cry                                    | -   | 553 | -    | 651  | 563  | 498  | 826  | 816  | 1050 | 759  | 863  | 616  | 678  | 611  | 543  | 587  | 658  | 207  | 341  | 359  | 347  | 354  | 395  | 471  | 459  | 698  |

1. ↑  Een '-' betekent dat het nummer niet was genoteerd en een vetgedrukt getal geeft de hoogste notering van een nummer aan.

## Films, video's en dvd's
- Purple Rain
- Live (1985)
- Under the Cherry Moon
- Sign “☮” the Times
- Graffiti Bridge
- Lovesexy Live
- The Undertaker
- 3 Chains of Gold
- Gett Off
- Sexy MF
- The Sacrifice of Victor
- Diamonds and Pearls
- The Hits
- Rave Un2 the Year 2000
- Live at the Aladdin Las Vegas

| Dvd's met hitnoteringen in de Nederlandse DVD Music Top 30 | Datum van verschijnen | Datum van binnenkomst | Hoogste positie | Aantal weken | Opmerkingen |
| ---------------------------------------------------------- | --------------------- | --------------------- | --------------- | ------------ | ----------- |
| Prince live at the Aladdin Las Vegas                       | 2003                  | 06-09-2003            | 17              | 3            |             |
| Sign 'O' the times                                         | 2004                  | 10-04-2004            | 5               | 8            |             |

## Andere artiesten

### Singles
Singles geschreven door Prince, inclusief covers en bepalende samples (niet compleet):
| - The Time - Get It Up (1981) - The Time - Cool (1982) - The Time - 777-9311 (1982) - The Time - The Walk (1982) - Vanity 6 - Nasty Girl (1982) - The Time - Ice Cream Castles (1983) - Chaka Khan - I Feel for You (1984), #3 VS, #1 VK (cover) - Apollonia 6 - Sex Shooter (1984) - Sheila E. - The Glamorous Life (1984), #7 VS - The Time - The Bird (1984), #36 VS - The Time - Jungle Love (1984), #20 VS - Sheena Easton - Sugar Walls (1985), #9 VS - Sheila E. - The Belle of St. Mark (1985), #34 VS, #18 VK - Sheila E. - Sister Fate (1985) - The Family - The Screams of Passion (1985) - The Family - High Fashion (1985) - The Bangles - Manic Monday (1986), #24 NL, #2 VS (achter Kiss op #1), #2 VK - Sheila E. - A Love Bizarre (1986), #11 VS - Mazarati - 100 MPH (1986) - Meli'sa Morgan - Do Me Baby (1986), #46 VS (cover) - Madhouse - 6 (1987) - Sheila E. - Koo Koo (1987) - Madhouse - 10 (1987) - Madhouse - 13 (1987) |  | - Sheena Easton - 101 (1988), #2 Dance - Art of Noise samen met Tom Jones - Kiss (1988), #5 VK (cover) - Patti Labelle - Yo Mister (1989) - Simple Minds - Sign 'o' the Times (1990), #18 NL - Mica Paris - If I Love U 2 Nite (1990), #43 VK - Sinéad O'Connor - Nothing Compares 2 U (1990), #1 NL, #1 VS, #1 VK (cover) - Kid Creole & The Coconuts - The Sex of It (1990), #29 VK - MC Hammer - Pray (1990), #2 VS, #8 VK (sample van When Doves Cry) - The Time - Jerk Out (1991), #9 VS - Mavis Staples - Melody Cool (1991) - Tevin Campbell - Round and Round (1991), #11 VS - Martika - Love... Thy Will Be Done (1991), #19 NL, #10 VS, #9 VK - Martika - Martika's Kitchen (1991), #14 NL, #17 VK - Loïs Lane - Sex (1993), #tip10 NL - Monie Love - Born 2 B.R.E.E.D. (1993), #18 VK - Monie Love - In a Word or 2 / The Power (1993), #33 VK - New Power Generation - Get Wild (1995), #19 VK - Mokenstef - He's Mine (1995), #7 VS (sample of Do Me Baby) - New Power Generation - The Good Life (1995/1997), #29/#15 VK - Ginuwine - When Doves Cry - (1997), #10 VK (cover) - Jordan Knight - I Could Never Take the Place of Your Man (1999), #31 VS (cover) - Alicia Keys - How Come You Don't Call Me (2002), #tip18 NL, #26 VK (cover) - Inaya Day - Nasty Girl (2005), #32 NL, #9 VK (cover) |

### Andere Prince-composities
Noemenswaardige Prince-composities die niet op single zijn verschenen:
| - Céline Dion - With This Tear - Nona Hendryx - Baby Go-Go, #60 R&B - Rosie Gaines - I Want U, #28 Dance, #90 R&B - Elisa Fiorillo - On The Way Up, #31 Dance - Carmen Electra - Everybody Get on Up, #33 Dance - Paula Abdul - U - Taja Sevelle - Wouldn't You Love To Love Me? - Kenny Rogers - You're My Love - Earth, Wind and Fire - Super Hero - Joe Cocker - Five Women - George Clinton - The Big Pump - Graham Central Station - Utopia - El DeBarge - Tip O' My Tongue - Howard Hewett - Allegiance |  | - Ingrid Chavez - Elephant Box - Jill Jones - For Love - Deborah Allen - Telepathy - André Cymone - The Dance Electric - Candy Dulfer - Sunday Afternoon - Jevetta Steele - Hold Me - Ren Woods - I Don't Wanna Stop - Dale Bozzio - So Strong - 94 East - Just Another Sucker - Brownmark - Shall We Dance - Eric Leeds - Times Squared - TLC - If I Was Your Girlfriend (cover version) - Foo Fighters - Darling Nikki (cover) - Mazarati - 100 MPH |